# Crassula decidua
Crassula decidua är en fetbladsväxtart som beskrevs av Schönl.. Crassula decidua ingår i släktet krassulor, och familjen fetbladsväxter. Inga underarter finns listade i Catalogue of Life.